# Dominika Kublik-Marzec
Dominika Kublik-Marzec (ur. 15 grudnia 1982) – polska tancerka.

## Życiorys
Pochodzi z Wrocławia, gdzie ukończyła Szkołę Podstawową nr 104 we Wrocławiu oraz IX Liceum Ogólnokształcące (2001). Studiowała na Akademii Wychowania Fizycznego na kierunku „turystyka i rekreacja”. Jest dyplomowanym instruktorem tańca współczesnego.
Treningi tańca zaczęła w wieku ośmiu lat za namową matki, również tancerki. Zawodowo partnerowali jej: Michał Skawiński (1995–2000), Patryk Mierzwa (2000–2001) i Jarosław Marzec (2001–2003). Reprezentuje najwyższą, międzynarodową klasę taneczną „S” w tańcach latynoamerykańskich i standardowych. Jest sześciokrotną mistrzynią Polski w obu stylach.
W latach 2005–2007 występowała w charakterze instruktorki tańca w programie rozrywkowym TVN Taniec z gwiazdami, a jej partnerami byli aktorzy: Paweł Deląg (2005) i Peter J. Lucas (2006) oraz piosenkarz Stachursky (2007).

## Życie prywatne
Jest żoną tancerza Jarosława Marca, z którym od 2001 prowadzi klub tańca „Duet” w Warszawie.

## Najważniejsze osiągnięcia[1]
- sześciokrotne mistrzostwo Polski w tańcach standardowych i latynoamerykańskich,
- wicemistrzostwo Polski par zawodowych w tańcach latynoamerykańskich,
- II miejsce na German Open,
- III miejsce na Copenhagen Open w tańcach latynoamerykańskich.